# إيفلين أرنولد
إيفلين أرنولد (بالإنجليزية: Eve Arnold)‏ هي صحفية ومصورة أمريكية، ولدت في 21 أبريل 1912 في فيلادلفيا في الولايات المتحدة، وتوفيت في 4 يناير 2012 في لندن في المملكة المتحدة بسبب مرض.

## وصلات خارجية
- إيفلين أرنولد على موقع IMDb (الإنجليزية)
- إيفلين أرنولد على موقع ديسكوغز (الإنجليزية)